# 아낙 크라카타우섬
아낙 크라카타우섬(Anak Krakatau)는 인도네시아에 있는 화산섬이다. 1927년 12월 29일, 아낙 크라카타우섬은 크라카타우섬을 파괴한 1883년의 폭발적인 화산 분화로 형성된 칼데라에서 처음으로 모습을 드러냈다. 20세기 후반부터 이 지역에서는 간헐적인 분화 활동이 있었으며, 2018년 12월에는 화산의 대규모 산체 붕괴로 이어져 치명적인 지진해일을 일으켰다. 이후에도 활동이 계속되고 있다. 어린 나이 덕분에 이 섬은 화산학자의 관심 대상이자 광범위한 연구 주제가 되는 여러 지역 중 하나이다.

## 역사

### 배경
1883년 크라카타우산의 대분화 이후, 크라카타우섬은 북서쪽에서 질량의 약 3분의 2를 잃어 퍼보와탄 봉우리와 다난 봉우리가 사라지고, 라카타섬 화산을 포함한 섬의 남쪽 절반만이 원래 섬의 마지막 잔해로 남았다. 사라진 지역은 얕은 바다가 되었다.

### 재성장

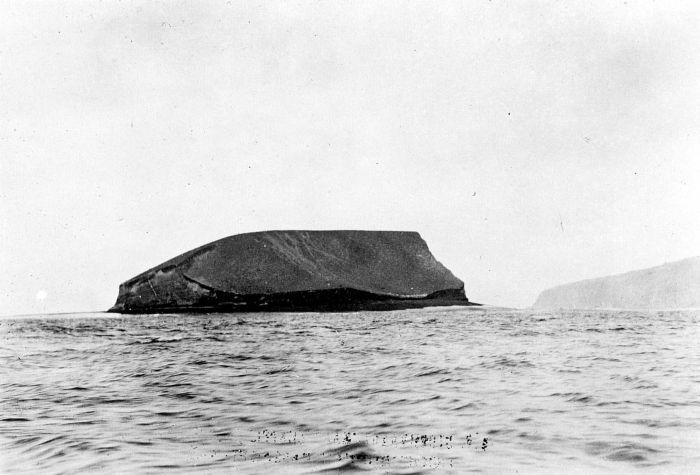
아낙 크라카타우, c. 1929년경

1927년 초, 옛 퍼보와탄산 봉우리와 다난산 봉우리가 있던 지점 사이에 화산 활동이 나타나기 시작했다. 이는 짧게 나타났다가 일주일 만에 파도에 가라앉은 작은 섬이었다. 몇 달 후 화산 활동으로 더 영구적인 지형이 형성되기 시작했는데, 비와 파도 때문에 화산 활동이 멈춘 후 다시 바다 밑으로 가라앉았다. 이 과정은 다음 3년 동안 여러 번 반복되었다. 1930년 8월 11일, 화산섬은 영구적으로 해수면 위로 솟아올랐고, 현지에서 아낙 크라카타우(크라카타우의 아이)라고 불리게 되었다. 그 이후로 반복적인 분화가 이루어졌다. 아낙 크라카타우의 최고점은 2018년 9월까지 연평균 7~9미터씩 증가했다.

## 지리

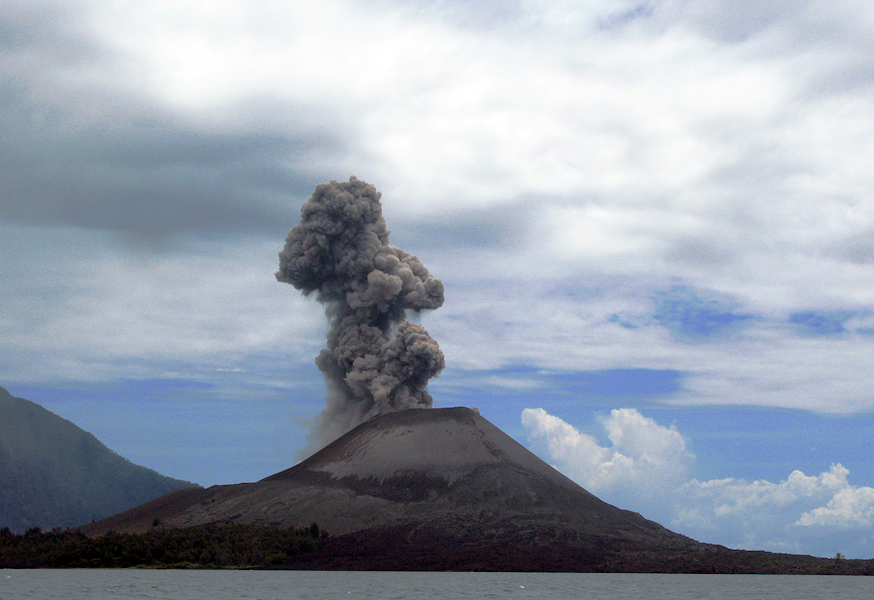
분화 활동, 2008년 촬영

아낙 크라카타우섬은 자와섬과 수마트라섬 사이의 순다 해협에 있으며, 인도네시아 람풍주에 속한다. 이 화산은 우중 쿨론 국립공원 내에 포함되어 있으며, 환태평양 조산대의 일부이다.

### 지질학
이 섬은 오스트레일리아판과 고정된 순다판을 분리하는 섭입대를 표시하는 자바 해구에서 북쪽으로 약 700 km 떨어진 곳에 있으며, 두께가 25 km 미만인 해양 지각 위에 있다. 지질학적으로, 이 섬은 크라카타우 화산 분화의 칼데라 내에서 최근에 형성되었다. 섬 전체는 후기 홀로세 시대의 솜마-성층 화산 시스템으로 구성되어 있으며, 화산 원추를 특징으로 한다. 아낙 크라카타우의 주요 암석 구성 요소는 안산암, 데이사이트, 현무암이며, 소량의 조면암도 발견된다.
이 섬은 2018년 분화 사건 중 붕괴되기 전에 최대 표고 338 m에 도달했다.

## 화산 활동
이 화산의 가장 최근 분화 활동은 1994년에 시작되었다. 그 이후로 며칠 간의 잠잠한 기간과 거의 지속적인 스트롬볼리식 분화가 번갈아 나타났다. 2008년 4월 분화에서는 뜨거운 가스, 암석, 용암이 방출되었다. 화산을 모니터링하는 과학자들은 섬 주변 3 km 구역 밖으로 벗어나라고 경고했다.
2009년 5월 6일, 인도네시아 화산 조사국은 아낙 크라카타우의 분화 경보를 3단계로 상향 조정했다. 화산 탐사 결과, 분화구에서 100 m 너비의 용암 돔이 자라고 있는 것으로 나타났다. 2012년 1월, 오리건 대학교의 화산학자들은 1883년 폭발적 분화로 형성된 대규모 칼데라의 가파른 동쪽 경사면에 형성되었기 때문에 아낙 크라카타우의 측면 붕괴로 인한 지진해일이 발생할 가능성이 높다고 경고했다.

### 2018년 분화와 그 여파

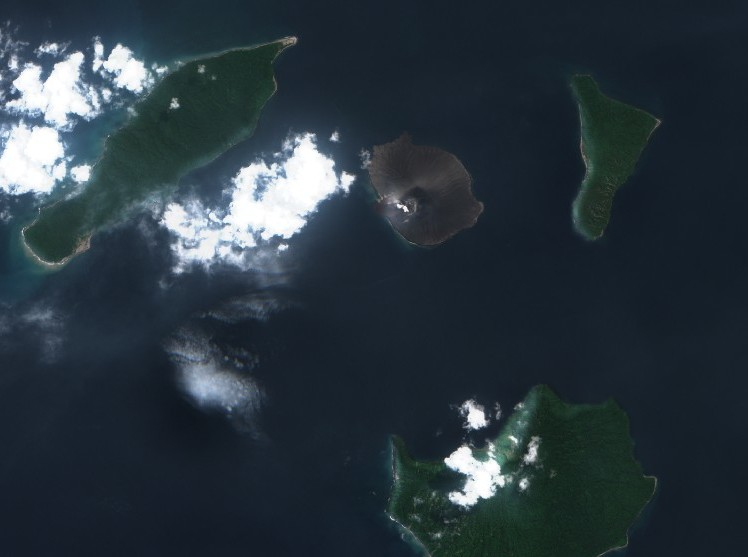
2022년 5월 3일 센티넬-2 위성에서 본 아낙 크라카타우의 자연색 이미지. 왼쪽 상단부터 시계 방향으로 스르퉁섬, 아낙 크라카타우, 판장섬, 라카타섬 (오른쪽 하단).

새로운 분화 단계가 2018년 6월에 시작되었고, 2018년 10월 15일 아낙 크라카타우는 강력한 스트롬볼리식에서 약한 불카노식 분화를 일으켜 용암 폭탄을 물 속으로 내보냈다.
2018년 12월 22일 화산 분화는 최대 5미터 높이의 파도가 해안에 상륙하여 치명적인 지진해일을 일으켰다. 2018년 12월 31일, 재난 당국은 지진해일로 인한 사망자가 437명, 부상자가 14,059명이라고 발표했다. 지진해일은 수마트라와 자와 해안선 300킬로미터 이상에 영향을 미쳤고 40,000명의 이재민이 발생했다. 이로 인해 이 분화는 현재까지 21세기 두 번째로 치명적인 화산 분화가 되었다. 산체 붕괴와 지진해일 발생이 분화 직전 잠재적인 위험으로 간주되었다. 과학자들은 사건 발생 6년 전에 가능성을 모델링했으며, 화산의 서쪽 측면이 가장 붕괴될 가능성이 높은 부분으로 확인되었다.
2018년 12월 분화 후, 화산의 남서쪽 부분(정상 포함)이 분화 중에 붕괴되어 지진해일을 일으킨 것으로 추정되었다. 12월 23일, 위성 데이터와 헬리콥터 영상으로 이것이 확인되었으며, 주요 도관이 수중에서 분화하여 수르트세이식 분화 양식의 활동을 보였다. 이 사건으로 인해 화산은 부피의 3분의 2 이상을 잃었고, 해수면 위의 높이는 338 m (1,109 ft)에서 110 m (360 ft)로 줄어들었다.
위성 레이더 관측에 따르면 2019년 1월 10일까지 화산은 계속해서 형성되었고, 추가 분화가 잔여 구조를 다시 형성하기 시작했다. 분화 직후 바다에 개방되었던 분화구는 해수면 위에 완전한 림을 형성했다. 2019년 5월, 화산이 계속 높이를 늘리고 2018년에 파괴된 지역을 재건함에 따라 새로 재건된 분화구 주변에서 수성 마그마 활동이 관찰되었다.

### 2020년대
아낙 크라카타우는 2020년 4월 10일 아침 다시 분화하기 시작했다. 인도네시아 수도 자카르타(150킬로미터 이상 떨어져 있음)에서도 첫 분화가 들렸으며, 화산 및 지질 재난 완화 센터(PVMBG)의 마그마 화산 활동 보고서에 따르면 200미터 높이의 재와 연기 기둥을 내뿜었으며, 첫 분화는 오후 9시 58분에 시작되어 1분 12초 동안 지속되었다. 분화는 약 14km까지 재를 내뿜었고, 2차 화산재 기둥은 약 11km까지 도달했다. 분화는 주로 용암이 솟아오르는 마그마 분출이었다. 광범위한 피해는 보고되지 않았으며, 분화는 몇 시간 후에 끝났다.
2022년 초에 21번의 소규모 분화가 발생했으며, 그중 4월 24일 분화가 가장 컸다. 2023년 9월 15일에 추가 분화 주기가 시작되었다.

## 같이 보기
- 크라카타우 기록 및 역사 자료
- 사망자 수별 화산 분화 목록
- 인도네시아의 화산 목록

## 내용주
1. ↑  "크라카타우산의 아이라는 뜻이다.
2. ↑  유네스코 세계유산